# Vasile Suceveanu
Vasile Suceveanu (în rusă Василий Георгиевич Сучеван; n. 3 octombrie 1944, Suceveni, județul Storojineț, Regatul România – d. 28 martie 2012, Suceveni, regiunea Cernăuți, Ucraina) a fost un matematician din Republica Moldova, autor a unor lucrări științifice și didactice pe teme matematice.

## Biografie
În anii 1951-1958 a studiat la școala de 7 ani din satul natal. În anii 1958-1961 a studiat la școala din satul Carapciu, raionul Hluboca, regiunea Cernăuți.
A făcut dizidență, refuzând să participe la activitatea Comsomolului, fapt pentru care a avut dificultăți la admiterea în Universitate. Datorită intervenției ONU și înlocuirii cadrelor de partid și comsomoliste din regiunea Cernăuți, efectuată la ordinul lui Nikita Hrușciov, a reușit să-și continue studiile. Și-a făcut serviciul militar în Armata Sovietică în anii 1963-1965. A absolvit Facultatea de Matematică a Universității de Stat din Cernăuți în anul 1969 după 2 ani de serviciu militar în Armata Sovietică între anii 1963 și 1966.
După absolvirea facultății, a lucrat la Universitatea din Cernăuți (1969-1970), a fost doctorand la facultatea de mecanică și matematică a Universității "Lomonosov" din Moscova (1970-1973), catedra de teorie a plasticității, înființată și condusă în acei ani de academicianul Iurie N. Rabotnov, având drept conducător științific a tezei de doctorat pe prof. dr. abilitat V.I.Danilovskaia. Ulterior este inginer superior (1973-976), colaborator științific (1976-1982), colaborator științific superior (1982-1986) la Institutul de Matematică a Academiei de Științe a Moldovei. A obținut titlul științific de Doctor în științe fizico-matematice (1977), la Universitatea de Stat din Kuibîșev (Rusia), având drept conducători științifici ai tezei de doctorat pe prof. dr. abilitat V.I. Danilovskaia și pe dr. V.G. Ceban. Începând din anul 1989, Vasile Suceveanu a fost conferențiar universitar la Institutul de Științe ale Educației din Chișinău. Din anul 1992 este șef de catedră la Institutul de științe ale educației.
Profesorul Vasile Suceveanu a fondat în anul 1993 revista periodică Foaie Matematică, al cărei redactor-șef a devenit. Este conducătorul Seminarului republican al profesorilor de matematică din Republica Moldova și membru al Societății de matematică din Republica Moldova.
Domeniul său de interes este Teoria numerelor și mecanica corpului solid. A elaborat metode noi de soluționare ale unor ecuații. Este coautor la circa 200 de publicații științifice și didactice, inclusiv la 8 cărți, 10 broșuri și a сâtorva brevete de invenție

## Decorații guvernamentale
- Medalia Expoziției Unionale a Tineretului, Moscova, (1956)
- Medalia "20 de ani ai Biruinței în Marele război pentru Apărarea Patriei" (1965)
- Medalia Meritul civic (1996).

## Cărți publicate
- Algebra polinoamelor (Chișinău, 2005)
- Recomandări în trigonometrie (Chișinău, 2006)
- Clase de numere, ecuații și recurență (Chișinău, 2007)